# Самаел Аун Веор
Самаел Аун Веор (Hebrew: סמאל און ואור; март 1917 г. – 24 декември 1977 г.), роден като Виктор Мануел Гомес Родригес, е учител и автор на над шестдесет книги за езотерична духовност. Той сформира ново религиозно движение под знамето на „Универсалния гностицизъм“ или просто Гносис и проповядва практическите и езотерични принципи за пробуждане и фундаментална промяна на психологическото състояние на човека.
За първи път става известен в Гносистичните цикли на Колумбия, родината му, преди да се премести в Мексико през 1956 г., където движението му придобива все по-голяма популярност, а произведенията му стават популярни сред практикуващите на окултизма и западния езотеризъм и са преведени на много други езици. Неговото учение е широко изучавано и до днес.
През 1948 г. Гомес нарича себе си с името на Битието си: „Аун Веор“ което означава „Словото или пратеникът на Бога“. През 1954 г., след като преминава през церемония – която описва като раждането на „Вътрешния Христос“ – той приема името Самаел Аун Веор, което използва до края на живота си през 1977 г. Самаел Аун Веор нарича ученията си „Доктрината на Синтеза“, подчертавайки не само съществуването на вечната философия, но и че нейната най-висша телеологична функция е реализирането на „Христификацията“ и „Окончателното освобождение“.

## Биография

### Ранен живот
Виктор Мануел Гомес Родригес е роден в Богота, Кундинамарка, Република Колумбия, син на Мануел Гомес Кихано и Франсиска Родригес де Гомес. Кръстен е в Римокатолическата църква, но по-късно отхвърля Римството. Детството и семейният му живот не са добре известни, освен че е имал брат и баща му се е оженил повторно след развод.
Той е изпратен в римокатолическо йезуитско училище, но скоро го напуска, разочарован от религията; по това време е на дванадесет години. Вместо това, той казва, че е инвестирал по-голямата част от времето си в изучаване на метафизични и езотерични трактати. На 17-годишна възраст е поканен да изнесе лекция в местния Теософски отдел, а година по-късно е приет в окултното общество Древно Розенкройцерско Братство (FRA).

### Късен живот, бракове и деца
Малко подробности са известни за живота му между средата на 30-те и 1950 г. Той се превръща в нещо като духовен скитник, пътувайки без дом и доходи. В един момент той казва, че е живял с племе от местни хора в Сиера Невада де Санта Марта в Северна Колумбия, изучавайки лечебните тайни, които по-късно ще формират основата на неговия медицински трактат „Окултна медицина и практическа магия“ . През тези години той описва и първото си преживяване на Илюминиращата Празнота, срещайки своето „Вътрешно Битие“ или Атман, чието първоначално име подписва като „Аун Веор“, което на иврит означава „Сила и Светлина“.
Женен е за кратко за Сара Дуеньос и и имат двама сина: Император и Соломон. Въпреки това, през 1946 г. той среща и се жени за Дамата-адепт  Арнолда Гаро Мора (която получава езотеричното име Лителантес), с която живее 31 години години и имат четири деца: Озирис, Изис, Хорус и Хипатия. Самаел Аун Веор обяснява, че веднага щом я срещнал, тази „Адептка“ на Джинновете, тя започна да го обучава в Джинновата Наука или Държавата на Джиновете, известна още като Джинестан или Джинновото състояние, която включвала поставяне на физическото тяло в четвъртото измерение. В ацтекската религия тази практика е известна като Науализъм,  и според Аун Веор е свързана с хиперпространството.

### Напредък като окултен учител и водач
До 1948 г. той започва да преподава на малка група ученици. През 1950 г., под името „Аун Веор“, той успява да публикува „Съвършеният брак или Портата за влизане в Посвещение“ с помощта на своите близки ученици. Книгата, по-късно озаглавена „Съвършеният брак“ , разкрива тайната на сексуалността като крайъгълен камък на великите световни религии. В нея той разглежда теми като сексуална трансмутация, „бяла тантра“ и езотерично посвещение.
Според дневника му, писането за секс по такъв откровен начин е било посрещнато с презрение от по-голямата част от обществеността по това време. Смятано за неморално и порнографско, Аун Веор се озовава да бяга от разярени тълпи, опитващи се да го накарат да замълчи с насилствени средства. От 14 до 19 март 1952 г. Аун Веор прекарва пет дни в затвора за „извършване на престъплението о лекуване на болни“. Разказът за лишаването му от свобода е описан в личен дневник, който той по-късно публикува като „Тайни бележки на един гуру“ .
След 19 март 1952, Аун Веор и някои ученици построиха и живяха близо до Summum Supremum Sanctuarium, „подземен храм“ в Сиера Невада де Санта Марта в Колумбия . На 27 октомври 1954 г. Аун Веор получава това, което се нарича „Посвещение на Тиферет“, което според неговата доктрина е началото на въплъщението на Словото (Логос) или „Глориан“ в душата. Той заявява, че в неговия случай името на неговия Глориан винаги е било „Самаел“ през вековете. Оттогава нататък той ще се подписва с името Самаел Аун Веор.

Аун Веор заявява, че този съюз на Самаел (Словото) с Аун Веор (човешката душа) е Аватарът на Майтрея Буда Калки от Новата епоха на Водолея. Когато го питат какво точно означава подобна титла, той отговаря:

Пратеник или аватар, в най-пълния смисъл на думата, е вестоносец, човек, който доставя послание, слуга или служител на Великото дело. Така че думата „аватар“ не трябва да се изгубва в тъмни води на погрешни тълкувания, а да се изясни с кристална яснота. Следователно, аз съм само един слуга, член на екипаж или пратеник, който доставя послание. Преди време споделих, че съм космически пощальон, тъй като нося съдържанието на едно космическо писмо. Затова, мои скъпи братя, думата „аватар“ никога не трябва да ни води до високомерие, тъй като тя не означава нищо друго освен посланик, слуга, член на екипаж, който предава послание, писмо, и това е всичко. Що се отнася до Буда Майтрея, трябва да анализираме малко тези две думи, за да не изпаднем в погрешни тълкувания. Интимният Буда сам по себе си е истинското Битие, най-вътрешното на всеки един от нас. Така че, когато Интимният или истинското Битие на някого е достигнало своята правилна интимна Себереализация, тогава той се обявява за Буда. Терминът Майтрея обаче е индивидуален и колективен; така от индивидуална гледна точка той представлява учител, чието име е Майтрея, но от колективна гледна точка Буда Майтрея трябва да се разбира - в най-пълния смисъл на думата - като всеки посветен, който е успял да се христифицира, и това е всичко.

Въпреки че многократно в своите произведения се е обявявал за истинския Аватар на Калки, той редовно е отхвърлял идолизирането:

Аз, Самаел, не се нуждая от привърженици или последователи, а само от подражатели на моето учение: Гносис. Не следвам никого, нито искам някой да ме следва. Това, което искам, е всеки от вас да следва своето собствено Битие. Аз съм само фар в морето на съществуването и не се нуждая от клиентела, за да съществувам. Тъй като съм против робството на душите, не искам да поробя нито една душа, нито съм съгласен с екзекуторите на идеали. Учителите съществуват в изобилие и аз съм само един от многото; по този начин тези, които искат да намерят Учителите, ще ги намерят вътре, в дълбините на собственото си вътрешно съзнание.

### Живот в Мексико Сити
През 1956 г. той напуска Колумбия и отива в Коста Рика и Ел Салвадор. По-късно, през 1956 г., се установява за постоянно в Мексико Сити, където започва обществената си дейност.
Преди 1960 г. той вероятно е публикувал още 20 книги с теми, вариращи от ендокринология и криминология до кундалини йога . Той основава множество гностични институции и създава гностични центрове в Мексико, Панама, Ел Салвадор, Коста Рика, Венецуела . Установява се „триъгълна“ връзка между Универсалното гностично движение, основано от Самаел Аун Веор, Южноамериканското освободително действие (ALAS) в Аржентина, ръководено от доктор Франсиско А. Пропато (завършил Сорбоната и испански преводач на Рубайят на Омар Хаям), и Ашрама Сивананда Арябарта, ръководен от Свами Шивананда в Индия . 
Въпреки успеха си, развитието на Гностичното движение не е преминало без драматични неуспехи, според неговите последователи. По времето на публикуването на преработеното издание на „Съвършеният брак“ (1961 г.) движението се е разпаднало. Аун Веор пише, че „тези, които не са напуснали Гностическото движение, могат да се преброят на пръстите на едната си ръка“. Въпреки това, към момента на смъртта си Самаел Аун Веор напълно е възстановил широкия международен обхват, който движението е имало преди това.
През 60-те години на миналия век той продължава да пише много книги на теми като херметична астрология, летящи чинии и Кабала. Той обаче пише и социално-политически произведения като „Платформата на POSCLA“ (Partido Socialista Cristiano Latinoamericano или Латиноамериканска християнско-социалистическа партия) и „Социалният Христос“. Разглеждат се теми като „фалшивите“ доктрини на материализма от Уолстрийт, атеизма и по-специално Марксизма-ленинизма. Мотото на POSCLA е „Всички за един и един за всички“, а методът ѝ – съзнателната практика на ахимса.

### Заключителна писмена работа
През последното десетилетие от живота си той пише произведения като „Разбуленият Парсифал“, в което подробно описва езотеричния символизъм на операта на Вагнер, и „Гностичната антропология“, в която остро критикува теориите на Дарвин, Хекел „и техните последователи“. Книгите „Великият бунт“, „Трактат за Революционна психология“ и „Революцията на Диалектиката“ предоставят основа за обширните знания на езотеричната психология, за които се твърди, че са вкоренени във всяка истинска религия. През това време той подготвя най-висшата форма на своето учение, „Разбулената Пистис София“ , в която размишлява стих по стих върху гностичния текст „Пистис София“ .

### Смърт
До 1972 г. Самаел Аун Веор пише, че смъртта и възкресението му ще се случат преди 1978 г. В главата, озаглавена „Възкресение“, в произведението си „Трите планини“ (1972 г.), той заявява, че осемте години изпитания в рамките на „Изпитанието на Йов“ ще се случат между 53-тата и 61-вата му годишнина. Освен това, в същото произведение се посочва, че това изпитание се случва преди възкресението и този, който го преживява, е „лишен от всичко, дори от собствените си синове, и е измъчван от нечиста болест“.  През август 1977 г. той развива рак на стомаха . През това време той продължава да говори както пред своите студенти, така и пред широката общественост, давайки радио и телевизионни интервюта, докато обикаля Мексико. В крайна сметка е принуден да спре поради изтощителни болки в стомаха. Тъй като състоянието му непрекъснато се влошава, той казва на хората до леглото си: „Не се вкопчвайте в измъченото ми тяло, вместо това се вкопчвайте в доктриналното ми тяло.“  „Аун Веор“ умира на 24 декември 1977 г.
Години преди смъртта си той заявява, че ще използва надлежно подготвена древноегипетска жива „мумия“ като средство за по-нататъшна работа, средство, по-добре подготвено от собственото му „физическо тяло“. Много от последователите му очаквали да се завърне публично скоро след смъртта си. Според собствените му твърдения той планира да остане инкогнито за известно време, така че „квасът да ферментира“.

## Доктрина за синтеза
Доктрина за синтеза е термин, използван от Самаел Аун Веор, за да опише ученията, които е предавал чрез своите книги и лекции, защото представляват амалгама от голямо разнообразие от учения.
Въпреки че много от метафизичните концепции, изложени от автори като Блаватска, Щайнер и Гурджиев, осигуряват концептуална основа в ученията на Самаел Аун Веор, той смята тези произведения и движения за концептуална подготовка за истинското разкриване на окултизма или Гносис, които е проповядвал.
Самаел Аун Веор подчертава, че неговото учение е опитно, емпирично и трябва да се приложи на практика, за да бъде ценно за ученика.  В неговите трудове има стотици техники и упражнения, които са от полза за развитието на психични способности, например напускане на плътното физическо тяло по желание (астрална проекция), за да бъдат преподавани в училищата на „Висшите светове“. Техниките винаги се комбинират с медитация и сексуална трансмутация, а усъвършенстването на такива сили може да отнеме повече от един живот.
Твърди се, че ако един ученик успее да пробуди съзнанието си, той или тя в крайна сметка ще изпита непрекъснато състояние на будуване не само през деня, но и докато физическото тяло спи, и най-важното – след смъртта. Това е важно, защото Самаел Аун Веор твърди, че тези, които имат спящо съзнание, не осъзнават състоянието си след смъртта, точно както не осъзнават кога физически спят. Пробуждането на съзнанието позволява на ученика да продължи да работи, независимо от физическото си състояние. 

### Религия
Религиите се разглеждат като своеобразни изрази на неизменни и вечни ценности. Казва се, че религиите се раждат и умират във времето, но техните духовни ценности винаги остават вечни. Когато една религиозна форма е изпълнила своята мисия, тя започва да се дегенерира и умира, след което се появява нов пратеник и предава доктрина, подходяща за тази култура. Различните култури изискват различни доктрини за своето развитие и това води до огромно различие в религиозните доктрини. Въпреки това, ако човек разбере основните им ценности, всички религии естествено се подкрепят взаимно. Твърди се, че всяка автентична религия притежава така наречените „Три фактора на Революцията на Съзнанието“ , които са практически аспекти на ежедневието:
1. Смърт: Психологическата работа по елиминиране на егото, на „аза".
2. Раждане: Даване на живот на висшия потенциал на душата, което се осъществява чрез целомъдрие и сексуална трансмутация.
3. Пожертвувание: Да работиш, за да помогнеш на страдащото човечество, „без да желаеш плодовете на действието, без да желаеш награда; чиста, искрена, безкористна жертва, давайки живота си, за да живеят другите и без да искаш нищо в замяна“.

Сред тези 3 фактора, Самаел Аун Веор подчертава, че първият е най-важният. Учение, в което липсва някой от тези компоненти, се счита за непълно или дегенерирало.

### Психология
Основата на практическата работа на Самаел Аун Веор е от психологическо естество. В много от книгите си той заявява, че целта на неговото учение е да повлияе на психологическа промяна. Термините гностична, езотерична или революционна психология се използват за описание на преподаваните психологически методи и се считат за синоними на психологическите учения на религията. 
Представена е фундаментална аксиома, че обикновеният човек всъщност изобщо не е човек, а по-скоро интелектуално животно (рационално животно)↑ със спящо съзнание. Според Самаел Аун Веор, истинският човек е някой, който няма психологически недостатъци, образ на Бог, както е казано в думите на Исус: „Бъдете съвършени, както е съвършен и Небесният ваш Отец.“ Той вярвал, че е пример за такова „човешко същество“. Самаел Аун Веор пише за пробуждането на съзнанието като много подобно на традиционното будистко разбиране и в своите произведения описва много аналогични процеси, както се говори за тях в различни религии.
За да се пробуди правилно съзнанието, Самаел Аун Веор заявява, че е необходимо да се унищожи егото. Той учи, че егото на човек всъщност не е едно, а много или множество от независими, противоречиви желания. По същия начин се казва, че егото на всеки човек всъщност съдържа много „азове“, много „егота“, много „съвкупности“. Всяко желание е „аз“ и всяко „аз“ има свои специфични причини и условия, които водят до неговото олицетворение в определен момент. Това е механизмът зад това, което обикновено се нарича „промяна на мнението на човек“ (метаноя), защото когато едно „аз“ се смени с друго, се извършва истинска размяна на персонифицирани психологически агрегати. Тази „доктрина за мнозината“, множественият „аз“ или множественото его, е същата като тази, преподавана от Г.И. Гурджиев и неговия ученик П.Д. Успенски, и е една от причините Самаел Аун Веор понякога да бъде обвиняван в плагиатство . На това той отговори, че Гурджиев не е автор на това учение и че произходът му се намира в Египет и Тибет.

#### Съзнание
Съзнанието се описва като състояние на съществуване, много тясно свързано с Бог. Твърди се, че съзнанието в нормалния човек е 97% заспало. Спящото съзнание е съзнание, което е подсъзнателно, несъзнателно или инфрасъзнателно, които са различни нива на психологически сън. Психологическият сън е начин да се опише липсата на самосъзнание, което означава, че обикновеният човек не е наясно с 97% от това, което представлява обикновеното състояние на съществуване. Спящото съзнание се причинява от това, което Самаел Аун Веор нарича идентификация, очарование или неправилна трансформация на впечатленията, като всички те предполагат вид съзнание, което не осъзнава собствените си процеси. Казва се, че за да пробуди съзнанието, човек трябва да разбере, че неговото съзнание спи. Това означава, че човек трябва да започне да разбира всеки импулс, действие, мисъл и движение, което прави, подвиг, за който се казва, че се постига чрез умствената дисциплина на медитацията и самонаблюдението . Освен това се твърди, че пробуждането на съзнанието е единственият начин за придобиване на гносис и постигане на истинска и радикална промяна чрез премахване на фалшивите психологически агрегати, които причиняват ненужно страдание .   Пробуждането на съзнанието върви ръка за ръка с трансмутацията на сексуалната енергия, защото по-висшите състояния на съзнанието зависят от енергията на сексуалната трансмутация. 

#### Психологически агрегати
Целта на психологическата работа е да разтвори всички психологически агрегати, които човек е натрупал. Терминът „психологическа или мистична смърт“ често се използва, за да опише процеса, през който човек трябва да премине, за да постигне освобождение .  „Психологическите агрегати“ са известни просто като агрегати в будизма, но се учи, че други религии  са използвали по-завоалиран или по-малко сложен метод за тяхното описание, като например: Легионът, който Исус е описан като отстранен от човек в Марк 5 и Лука 8 в едно от предполагаемите Чудеса на Исус; преодоляването на мъченията на 49-те своеволни демона на Ялдаваот, описани в Пистис София ; убийството на „невярващите“ в исляма; Мойсей, бягащ от тиранията на египтяните; Арджуна, борещ се срещу собствената си кръв (егото); демоните на Сет , които атакуват Озирис; Исус, изгонващ търговците от храма;  архетипната смърт и възкресение на „Слънчевия герой“, илюстрирани в историите за Исус и Озирис; слизането в Ада на Данте (представляващ нашето несъзнавано ) или Пандемониума на Изгубения рай, за да се изпълни велика задача, като тези, изпълнявани от Херкулес или Орфей; архетипният Дракон (его), който трябва да бъде убит от Рицаря и др. Самаел Аун Веор заявява, че тази специфична парадигма се нарича „Доктрината на мнозината“ и се преподава в езотерични училища и религии от началото на времето. При разчленяването на множествения аз откриваме е божествената искра, затворена в стотици психологически агрегати.
За да се постигне психологическа трансформация, се преподават и предписват обширни методи за медитация, самонаблюдение и сексуална трансмутация за ежедневно упражнение. Целта на психологическата работа е пробуждането на съзнанието и в крайна сметка състоянието на Парамартасатя.

### Физиология и сексология
Изучава се основна физиология, най-вече ендокринология и хормоналното влияние на първичните и вторичните полови белези. Учи се, че има три основни нервни системи : цереброспинална нервна система, голяма симпатикова нервна система и парасимпатикова нервна система. Тези нервни системи се наричат „Трите мозъка“ или три центъра на интелектуалното животно и се наричат интелектуален център, емоционален център и моторно-инстинктивно-сексуален център. Всеки център се изучава във връзка с видовете енергии или „окултни водороди“, които ги оживяват, честотата, с която всеки център работи (сексуалният център е най-бърз, след това емоционалният, накрая интелектуалният), и как психологическите агрегати се формират и действат във всеки център: психологически агрегати, които се изразяват чрез интелекта по един начин и чрез емоциите по различен начин.
Хората с нормална сексуалност се разбират по това, че нямат сексуален конфликт от какъвто и да е вид. Сексуалната енергия е разделена на три различни вида. Първо: Енергията, която е свързана с възпроизводството на расата и здравето на физическото тяло като цяло. Второ: Енергията, която е свързана със сферите на мисълта, чувството и волята. Трето: Енергията, която е свързана с Божествения Дух на човека.
Сексуалната енергия наистина и без съмнение е най-тънката и мощна енергия, която нормално се произвежда и провежда през човешкия организъм. Всичко, което човекът е, включително трите сфери на мисълта, чувството и волята, не е нищо друго освен точния резултат от различните модификации на сексуалната енергия.

— Самаел Аун Веор

#### Три центъра и трима предатели
Трите центъра са пряко свързани с Троицата, Тримурти, или тройствеността на творението, като интелектът е свързан с Отца (Кетер, утвърждение, позитивно), емоцията е свързана със Сина (Хохма, отричане, отрицание), а сексуалният център е свързан със Светия Дух (Бина, помирение, неутралност). Основната енергия на интелектуалния мозък (Отец) е въздухът, който след това се поставя в кръвния поток, който е свързан с емоционалния мозък (Син), и накрая, окончателната кондензация на кръвта се намира в спермата или половите хормони, които са пряко свързани със Светия Дух: това, което опложда или проявява творението, Шакти и т.н.
Самаел Аун Веор учи, че психологическите агрегати се формират в един от тези три центъра; следователно се казва, че има три фундаментални дефекта: демонът на ума, свързан с интелектуалния център, демонът на желанието, свързан с емоционалния център, и демонът на злата воля, свързан с моторно-инстинктивно-сексуалния център. Те са общо наричани „Тримата предатели“ и се откриват много препратки към религията, които се считат за техни символи, например: Юда (желание), Пилат (интелект) и Каяфа (воля), които разпъват Исус; Юбела, Юбело и Юбелум, които убиват Хирам Абиф; Сет, във формата на змията Апофис и двамата му чудовищни помощници Себау и Нак убива Озирис; трите Фурии, които атакуват Орест; трите дъщери на Мара, които атакуват Гаутама Буда и които са победени чрез правилно мислене (Интелектуален център), правилно чувство (Емоционален център) и правилно действие (Моторно-Инстинктивно-Сексуален център) (вижте Благородния осмократен път).

#### Лунни и слънчеви тела
Изучава се също окултна или езотерична анатомия и физиология, която се отнася до изучаването на свръхсетивните тела на минерали, растения, животни (рационални и ирационални) и човешки същества. Твърди се, че всеки човек съдържа седем тела, тясно свързани с теософската седморка, която Аун Веор нарича физическо, витално, емоционално (астрално), ментално, причинно, будхично и атмично. Самаел Аун Веор разграничава интелектуално животно от автентично човешко същество чрез разликите в „превозни средства“ на емоция (астрално тяло), ум (ментално тяло) и воля (причинно тяло). Твърди се, че интелектуалните животни (обикновен мъж и жена) съдържат лунно астрално тяло, лунно ментално тяло и лунно причинно тяло, всяко от които е наричано с различни имена в различните школи на окултизма. Твърди се, че тези лунни тела са резултат от механична еволюция през минералното, растителното и животинското царство и следователно са с инфрачовешко или животинско качество. Единствената истинска разлика между рационалното животно и ирационалното животно е интелектът, който дава на първото способността да стане човек, или както казва Самаел Аун Веор, интелектуалното животно притежава „семето“ или потенциала на човек, латентно съществуващ в половите му органи.
Това, което се нарича автентични човешки същества, макар физически да изглеждат идентични, е кристализирало слънчевите тела: слънчево астрално тяло, слънчево ментално тяло и слънчево причинно тяло. Лунните тела са превозни средства, които приемат енергията на творението (тоест, Бог) на ниво животно, докато слънчевите тела позволяват приемането на много по-голямо напрежение, позволяващо да се въплътят по-високи нива на мъдрост и висша емоция. Самаел Аун Веор заявява, че слънчевите тела се наричат общо превозни средствана „ душата“.
Самаел Аун Веор заявява, че слънчевите тела се формират по същия начин, по който се формират физическите тела: чрез използване на сексуалната функция. За да се формират слънчевите тела, се преподава сексуална трансмутация чрез хетеро-сексуалната магия на женените двойки, участващи в полов акт без оргазъм или семенна еякулация. Сексуалната магия е възбуждането на сексуални енергии чрез акта на полов акт между съпруг и съпруга, но вместо да се изхвърлят тези енергии чрез оргазъм, те се трансформират в по-високи октави на енергия.   Всяко следващо слънчево тяло е резултат от насищането на трансмутираната сексуална енергия в съответната му октава: първо, „Христовият Астрал“ се формира чрез трансмутиране на сексуалната енергия във втора октава; второ, „Христовият Ум“ се формира чрез насищане, кондензиране или кристализиране на сексуалната енергия в трета октава, а причинното тяло или „Христовата Воля“ се формира чрез трансмутиране на сексуалната енергия, наречена „Водород СИ-12“, в четвърта октава. „Раждането“ на слънчевите тела е това, което Самаел Аун Веор твърди, че е истинското значение на това да бъдеш „роден отново“. Учи се, че слънчевите тела са посочени в Библията като тримата синове на Ной или тримата спътници на Даниил в (алхимичната) пещ на Навуходоносор.

#### Три форми на сексуалност
Темата за сексуалността е разгледана от много строга гледна точка и всъщност е същината на цялото послание на Аун Веор. Той заявява, че съществуват три основни вида сексуалност: свръхсексуалност, която е сексуалното функциониране на някой като Буда или Исус, който естествено преобразува цялата си енергия перфектно; нормална сексуалност, която се определя като хора, които нямат никакъв сексуален конфликт от какъвто и да е вид и които преобразуват сексуалната си енергия или я използват за размножаване на видовете; накрая, двете сфери на инфрасексуалността, както са описани в кабалистичните текстове: сферата на влияние на Нахема, която включва блудство, прелюбодеяние, пристрастяване и проституция, и сферата на влияние на Лилит, категория, която включва хомосексуалност, мастурбация, аборт, зоофилия, садомазохизъм и всяка друга „злоупотреба“ със сексуалната енергия. В отговор на суровите му възгледи за секса (особено за учител от „Ню Ейдж“), той пише:
 Много лицемерни фарисеи ни мразят, защото не сме съгласни с блудството и осъждаме престъпността, но те твърдят, че това е причината, поради която ни мразят. Така те ни съдят неточно. Това, което се случва, е, че всички тези лицемерни фарисеи от спиритуализма, теософизма, розенкройцерството, водолействотото и т.н. копнеят за лицемерно набожено майсторство, при което Учителите са снизходителни към престъпността; вид блудно-духовен учител, който, снизходителен към престъпността, обикаля от ложа на ложа, от училище на училище, от секта на секта. Ето защо ние, които истински обичаме човечеството, сме мразени от лицемерните фарисеи.

— Самаел Аун Веор

### Сотериология
Сотериологията (изучаването на спасението) е представена в светлината на всяка забележителна религия, но обикновено със специални разлики, които не се отчитат от ортодоксалните интерпретации. Съществуват много степени на спасение, които обикновено се постигат чрез изплащане на кармата, премахване на психологическите недостатъци и накрая създаване на слънчевите тела. Идеята, поддържана от много религии, че единствено вярата в Бог постига спасение, е категорично отхвърлена.
Обяснени са много различни нива на спасение, всяко от които зависи от волята на индивида, който го постига. За тези, които не премахнат своето психологическо несъвършенство (его) – което е причината за кармата и страданието на човечеството – след приблизително 108 прераждания егото им ще бъде премахнато насилствено чрез механична инволюция в рамките на подзмеренията (Ад). Тук се казва, че „Майката Природа“ механично изплаща натрупаната карма на човек чрез много страдания в продължение на хиляди години, докато човек се върне в състоянието на невинен елементал или Същност. Казва се, че това е състояние на пълно щастие, но не е осъзнато щастие и следователно не е пълно щастие. Адът не се преподава като място на вечно проклятие, а просто място за изплащане на кармата, и всъщност се разглежда като част от Божията благодат, защото ако егото не бъде премахнато насилствено, тези души ще продължат да страдат безкрайно. Смята се, че след Ада, елементалите се завръщат в механиката на еволюцията, за да се опитат отново да постигнат съзнателно щастие: Те първо се вмъкват на основното ниво на съществуване (минерали) и в продължение на милиони години трансмигрират през все по-сложни организми, докато отново се достигне състоянието на интелектуално животно.
За тези, които работят върху себе си, в зависимост от степента на съвършенство, щастие и мъдрост, която желаят да постигнат, се очертават два различни пътя: Правият път по острието на бръснача и Спиралният път. Спиралният път включва достигане на състояние на относително просветление чрез избиране на удоволствието от Висшите светове (Небето или Нирвана) и от време на време завръщане във физическо тяло, за да се изплати малко повече карма и да се помогне на човечеството в процеса. Самаел Аун Веор ги нарича Пратиека Буди и Шраваки и твърди, че по-голямата част от тези, които достигат това състояние, избират Спиралния път, защото е много лесен и приятен. Опасният Прав път на острието на бръснача е пътят на Бодисатвата, който се отказва от щастието на Висшите светове (Нирвана), за да помогне на човечеството. В доктрината на Самаел Аун Веор Бодисатвата има много специфично определение, тъй като не е просто някой, който е дал обети на Бодисатва . Това са физическите (Малкут), жизнените (Йесод), астралните (Ход), менталните (Неца) и причинните (Тиферет) „превозни средства“ – с други думи човешката душа – на един себереализиран дух (Гебура-Хесед), който е избрал Правия път на острието на бръснача, за да въплъти Христос (Кетер-Бина-Хохма). С други думи, Бодисатва е „Синът“ на себереализиран Бог, който се опитва да се върне към Абсолюта или 13-ия Еон на Пистис София.

#### Христология
Христос се разглежда като спасител, но не както традиционно се разбира от съвременното християнство. Вместо това, Христос е безлична сила или интелигентност, която произлиза от Абсолюта като Троица и е наричана още Космически Христос . Твърди се, че Христос е съществувал преди Исус и е представен в различни традиции с имена като Тот, Ормуз, Ахура Мазда, Озирис, Зевс, Юпитер, Кетцалкоатъл, Окиданок, Кукулкан, Хрестос, Балдур и Авалокитешвара . Смята се, че Христос влиза и възвисява всеки индивид, който е правилно подготвен, което означава пълното унищожение на егото, изчерпването на цялата карма и раждането на слънчевите превозни средства, като последните са необходими за справяне със свръхвисокото напрежение на Христос. Самаел Аун Веор пише, че само тези, които изберат споменатия по-горе Прав път по острието на бръснача, могат да въплътят Христос, защото Спиралният път не е път на пълна пожертване. По същия начин, всеки истински Бодисатва е въплъщавал Христос или е в процес на това. Казва се, че в историята Христос се е въплъщавал в Исус, Буда, Мохамед, Кришна, Мойсей, Падмасамбхава, Йоан Кръстител, Миларепа, Махаватар Бабаджи, Жана д'Арк, Фу Си, Рамакришна, както и много други, сега забравени от времето (или измислени в художествени произведения), напр. Занони 
Важно е да се отбележи, че някои от тези личности представят Христос като безлична сила, например Исус, което означава, че въпреки че е бил индивидуален Христос, той е проповядвал доктрината за Космическия Христос, като умишлено е оформял физическия си живот според психологическите процеси, през които човек преминава, за да въплъти Христос. Както при Буда, Исус се разглежда като Бодисатва, дошъл да помогне на човечеството. Исус се разглежда като Спасител на света, защото е Парамартасатя (обитател на Абсолюта), който се е въплътил физически специално в името на бедното, страдащо човечество. Според Самаел Аун Веор, Исус целенасочено е изиграл физически вътрешната или психологическа борба, която човек трябва да премине по пътя на Себереализацията; по този начин Евангелията са смесица от реалност и кабалистична, посветителска символика. Според Самаел Аун Веор, съществува историческият Христос, както е изобразен в християнските църкви; след това съществува Христос на Пресъществяването, който е познат изключително чрез Гностичната църква; и накрая, има Апокалиптичният Христос, който ще дойде с Новия Йерусалим, след Великия катаклизъм, който ще погълне света.

### Антропология
В труда си „Космически учения на един Лама“ се твърди, че животът на Земята не е възникнал чрез абиогенеза, а чрез пансперма. За Самаел Аун Веор теориите за абиогенезата са подобни на тези за спонтанното самозараждане и че Пастьор вече е опровергал косвено първата, когато втората е била емпирично опровергана. Освен това, докато еволюцията е потвърден природен факт, видообразуването чрез дарвинистката еволюция никога не е било наблюдавано и е „абсурдна теория без основа или фундамент“. Напротив, сумата от зоологическите вариации се определя от семената на живота, пътуващи в космоса (защитени от електромагнитни „вихри“), които определят еволюцията и инволюцията на живота на всяка планета. Животът, според Самаел Аун Веор, е вечен, но неговото проявление е разделено на еволютивни и инволютивни режими: видовете еволюират, достигат връхна точка и непременно инволюират и се връщат в зародишно състояние.

Следователно човекът не е резултат от еволюцията от общ прародител до приматите, а по-скоро изразител на вечен антропен принцип. Маймуните, човекоподобните маймуни и другите примати са резултат от съвкуплението на определени подсекти на древното човечество с животни и са в пълно състояние на инволюция.
Казват, че човекът произлиза от маймуната. Те представиха теорията за киноцефала с опашка, маймуната без опашка и дървесните хора, които са деца на ноептизоидите, и т.н. Но кое от тях тогава би било липсващото звено? На кой ден са открили маймуна, която е способна да говори, която е надарена с реч? Тя не се е появила досега. Следователно тези материалистични господа са абсурдни. Те ни представят само предположения, а не факти. Следователно материалистите не опровергават ли теориите на самия Дарвин и неговите подръжници? Идва ли човекът от маймуната? На какво основание поддържат тази теория? Как я доказват? Докога ще чакаме предполагаемото липсващо звено? Искаме да видим този вид маймуни да говорят като хората. Тази маймуна не се е появила, следователно такава маймуна е само предположение за безсмислица, което няма никаква реалност.

Той обаче заявява, че еволюцията в рамките на един вид е възможна, но никой вид не може да еволюира от друг вид. Освен това, той заявява, че човекът или „интелектуалното животно“ естествено еволюира във времето, например нашето общество е еволюция от предишни общества - но еволюцията на видовете никога не може да постигне духовно освобождение, защото винаги ще се връща към инволюция. Духовното освобождение изисква „революция на съзнанието“.

### Есхатология
В много свои произведения Самаел Аун Веор пише за „Последната катастрофа“ или Апокалипсиса, който е в основата на неговите учения. Неговият труд „Посланието на Водолея“ е коментар върху Книгата „Откровение“, който потвърждава идеята, че настоящата цивилизация ще приключи и ще се появи бъдеща. Само онези души, които премахнат егото си в настоящето, ще избегнат Втората смърт и повторните трансмиграции (превъплащения). Никога се посочва конкретна дата, а само че тази цивилизация е в залеза на своето съществуване.

### Социалният Христоси POSCLA
Самаел Аун Веор пише за социалните проблеми в книгите си „Социалният Христос“ и „Социалната трансформация на човечеството“. „Социалният Христос“ се занимава предимно с всеобхватна критика на марксизма или диалектическия материализъм, но се занимава и с несправедливостите на капиталистическата система;
Изпълнени сме с ужас пред толкова много позор. Тези, които не могат да си платят за сергия на обществените пазари, са преследвани, но те ласкаят и се подмазват на властните господа, които крадат милиони песо от народа.
По този начин капиталистите наторяват почвата и я подготвят, за да може в нея да покълне мръсното цвете на комунизма.
Всички политически системи, заявява Самаел Аун Веор, са отражение на нашата собствена психология и обяснява, че за да се сложи край на потисничеството, е необходимо да променим собственото си психологическо състояние чрез Смъртта на Егото, комбинирайки това с ненасилствена съпротива и синдикализиране на работниците.
Борбата за триумфа на социалната справедливост е много дълга и трудна, но никога не бива да използваме насилие, нито революции на кръв и алкохол.
За да „започнем нова ера и да осъзнаем Социалния Христос на лицето на земята“,  Самаел Аун Веор сформира политическа партия, наречена „POSCLA“, Християнско-социалистическа партия на Латинска Америка, която по-късно разпуска като официална организация.

### Медицина и елементална магия
В своите трудове „Окултна медицина и практическа магия“, „Огнена роза“ и други, Самаел Аун Веор проповядва за елементалната магия. В първия си труд той изразява несъгласието си с медицината на съвременната наука, алопатията и призовава гностиците да научат пътищата на местната и елементалната медицина.
Самаел Аун Веор е учил, че всички растения в природата са живи Елементални Духове, подобно на Парацелз и много други езотерични учители. Той заявява, че именно Елементалните Духове лекуват, а не просто „труповете на растенията“. Растенията трябва да се третират като живи същества, да се берат в подходящите часове и т.н. Той заявява, че Елементалите на всички растения са аспекти на Божествената Майка под формата на Майката Природа. В „Окултна медицина и практическа магия“ той говори за лечебните методи на Коги Мама, които диагностицират болести чрез ясновидство.

## Критика
Римокатолическата църква е определила неогностическото движение на Самаел Аун Веор като псевдоцърква, а някои римокатолически автори обвиняват Самаел Аун Веор, че се опитва да съблазни римокатолически свещеници и монахини да се откажат от обетите си за безбрачие и да практикуват сексуалните учения, разпространявани от неогностичното движение. Тези автори също вярват, че настоящата вълна за дискредитиране на легитимността на Римокатолическата църква идва от същия източник докато други стигат дотам, че я наричат ерес.
Към 11 февруари 1984 г. или около това време Министерството на Тенерифе, Испания, отказва регистрация на Универсалната Християнска Гностична Църква на Испания на Самаел Аун Веор, действаща на адрес ул. „Сан Франциско“ 38 в Санта Круз де Тенерифе, Испания, с мотива, че въпросната организация не е легитимна църква, тъй като няма никакъв запис за регистрация като такава в никоя държава. 
През 1990 г., след многобройни консултации с високопоставени членове на Римокатолическата църква и други фигури, предпочитащи да останат анонимни, като адвокати, прокурори, психиатри и психолози, Пилар Саларулана, която е политическа фигура от 1974 г. и се смята за експерт по сектите, публикува „Las Sectas“ („Сектите: живо свидетелство за месианския терор в Испания“), която се превръща в бестселър с шест издания само през първата година и въпреки популярно-инквизиторския си тон, тя осъжда Гностичните движения, наред с други, като едни от най-опасните антисоциални напасти в Испания. 
През 1991 г. Ф.В. Хаак (1935–1991), който е бил главен делегат на Евангелската църква, отговарящ за сектите и идеологиите, атакува идеологията на Веор в немска книга, публикувана в Цюрих — въпреки това гностичните клонове на движението в Германия и Швейцария все още са активни и се разрастват.  Гностическите асоциации са активни в Швейцария с умерена последователност от членове, говорещи италиански, френски и немски език. 

## Допълнително четене
- Zoccatelli, PierLuigi. Sexual magic and Gnosis in Columbia: tracing the influence of G. I. Gurdjieff on Samael Aeon Weor //  Occultism in a Global Perspective.   Taylor & Francis, 2014. ISBN 978-1-317-54447-0.